# Imigração sul-africana no Brasil
A imigração sul-africana no Brasil é um fato recente. Muitos sul-africanos que moram no país são estudantes ou estão à trabalho.